# Richard Oetzel
Richard Oetzel (* 12. Juli 1901 in Annen; † 9. März 1985 in Witten) war ein deutscher Ingenieur, Unternehmer und Politiker (CDU).

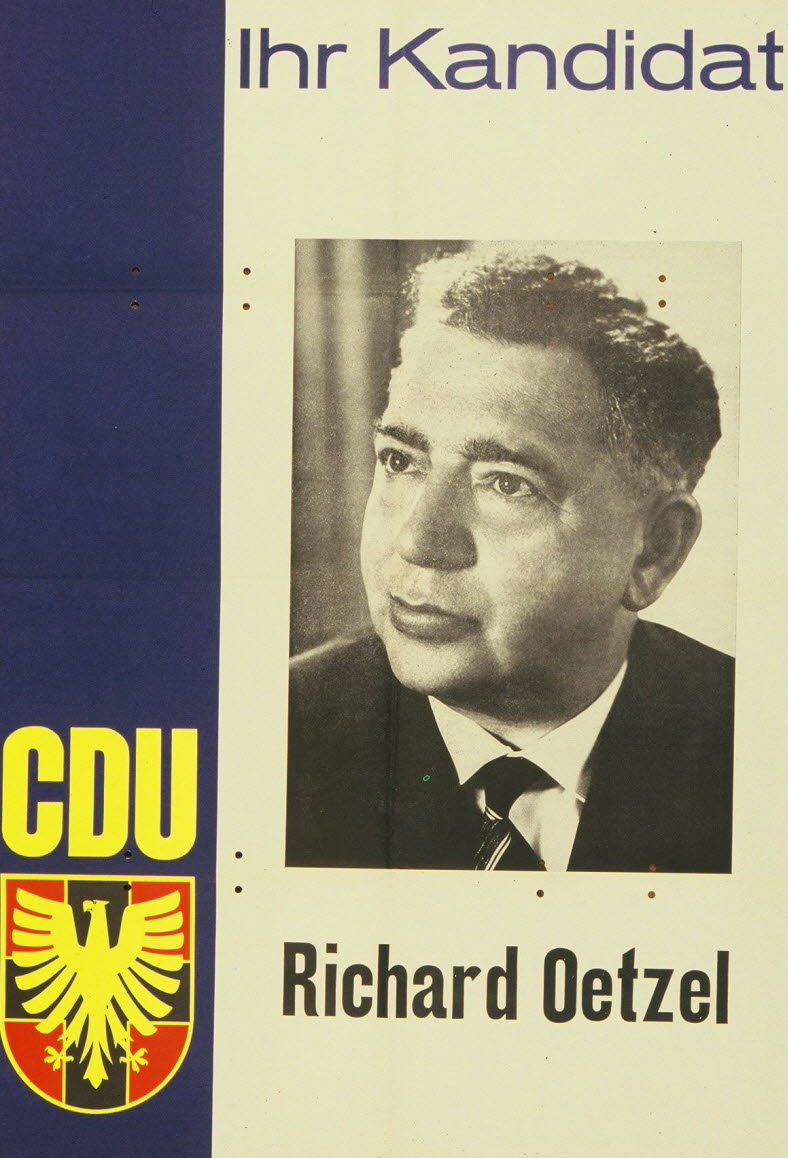
Wahlplakat Richard Oetzel CDU Witten

## Leben und Beruf
Oetzel, der evangelischen Glaubens war, wurde als Sohn eines Zimmermeisters geboren. Nach dem Volksschulabschluss absolvierte er eine Handwerkslehre und besuchte seit 1919 die Landesbaugewerbeschule in Holzminden, die er 1922 mit dem Examen als Bauingenieur abschloss. In der Folgezeit arbeitete er als Technischer Leiter in der väterlichen Zimmerei und Schreinerei. 1931 bestand er die Prüfung als Zimmermeister. 1940 übernahm er dann den väterlichen Betrieb, der während des Zweiten Weltkrieges bei einem Bombardement völlig zerstört wurde.
Nach dem Kriegsende widmete Oetzel sich dem Wiederaufbau seines Betriebes. Er war seit 1945 Kreishandwerksmeister in Witten, betätigte sich daneben in Handwerksorganisationen und war unter anderem Obermeister der Baugewerksinnung.

## Partei
Oetzel hatte sich 1922 dem Jungdeutschen Orden angeschlossen. Er trat 1946 in die CDU ein und wurde in den Landesvorstand der CDU Westfalen gewählt. Außerdem war er Vorsitzender des Landesarbeitskreises Mittelstand Westfalen und stellvertretender Vorsitzender des Bundesarbeitskreises Mittelstand der Christdemokraten.

## Abgeordneter
Oetzel war von 1946 bis 1961 sowie von 1967 bis 1970 Ratsmitglied der Stadt Witten. Hier war er Vorsitzender des Bauausschusses und Handwerksausschusses. Dem Deutschen Bundestag gehörte er vom 24. Januar 1953, als er für den ausgeschiedenen Abgeordneten Friedrich Holzapfel nachrückte, bis 1965 an. Er zog in allen Wahlperioden über die Landesliste Nordrhein-Westfalen ins Parlament ein.

## Öffentliche Ämter
Oetzel amtierte von 1956 bis 1961 als stellvertretender Oberbürgermeister der Stadt Witten.

## Ehrungen
- 1966: Großes Verdienstkreuz der Bundesrepublik Deutschland